# Pyrinia carthamata
Pyrinia carthamata là một loài bướm đêm trong họ Geometridae.